# Szelengai járás

A Szelengai járás Burjátföldön

A Szelengai járás (oroszul Селенгинский район, burját nyelven Сэлэнгын аймаг) Oroszország egyik járása a Burját Köztársaságban. Székhelye Guszinoozjorszk.

## Népesség
- 2002-ben 50 632 lakosa volt, akik főleg oroszok és burjátok.
- 2010-ben 46 427 lakosa volt, melyből 28 165 orosz, 15 647 burját, 704 tatár, 216 ukrán, 152 örmény, 74 csuvas, 68 tuva, 52 fehérorosz, 46 azeri, 44 kazah, 38 német, 33 baskír, 32 üzbég, 31 cigány, 24 kirgiz, 23 kínai stb.